# 福井健夫
福井 健夫（ふくい たけお、1897年 - 1986年）は、日本の郷土史家。福岡県大牟田市出身。大牟田高等女学校、三池高校の教師を務めたあと郷土史家として活躍。地方史研究グループ三池史談会の中心的人物だった。1980年に福岡県教育文化功労賞を受賞。